# ساتشي وساتشي
ساتشي & ساتشي هي شبكة وكالة اتصالات وإعلان بريطانية متعددة الجنسيات ولها 114 مكتبًا في 76 دولة وأكثر من 6500 موظف. تم تأسيسها في عام 1970 ويقع مقرها الرئيسي حاليًا في لندن. عُرفت الشركة الأم لمجموعة الوكالات باسم Saatchi & Saatchi PLC من 1976 إلى 1994، وتم إدراجها في بورصة نيويورك حتى عام 2000، ولفترة من الوقت، كانت أحد مكونات مؤشر FTSE 100. في عام 2000، استحوذت مجموعة بابليسيس على المجموعة. في عام 2005 أصبحت شركة خاصة.